# 시간 표준
시간 표준(time standard)은 시간을 측정하기 위한 사양이다. 즉, 시간이 흐르는 속도, 특정 시점 또는 둘 다이다. 현대에는 여러 가지 시간 사양이 공식적으로 표준으로 인정되었지만 이전에는 관습과 관행의 문제였다. 일종의 시간 표준의 예로는 시간 분할을 측정하는 방법을 지정하는 시간 척도가 있다. 상용시 표준은 시간 간격과 하루 중 시간을 모두 지정할 수 있다.
표준화된 시간 측정은 자연 현상이나 인공 기계의 변화일 수 있는 일부 주기 변화의 주기를 계산하기 위해 시계를 사용하여 이루어진다.
역사적으로 시간 표준은 종종 지구의 자전 주기를 기반으로 했다. 18세기 후반부터 19세기까지 지구의 일일 자전율은 일정하다고 가정되었다. 19세기에 연구된 일식 기록을 비롯한 여러 종류의 천문 관측을 통해 지구의 자전 속도가 점차 느려지고 있으며 작은 규모의 불규칙성도 나타나고 있다는 의혹이 제기되었고, 이는 20세기 초에 확인되었다. 지구의 자전을 기반으로 한 시간 표준은 1952년부터 천문학적 사용을 위해 지구의 궤도 주기와 실제로는 달의 움직임을 기반으로 한 천체력 시간 표준으로 대체(또는 처음에 보완)되었다. 1955년 세슘 원자 시계의 발명으로 인해 대부분의 실용적인 목적을 위해 더 오래되고 순수하게 천문학적인 시간 표준이 원자 시간에 전적으로 또는 부분적으로 기반을 둔 새로운 시간 표준으로 대체되었다.
대부분의 시간 척도에서는 다양한 유형의 초와 일이 기본 시간 간격으로 사용된다. 다른 시간 간격(분, 시, 년)은 일반적으로 이 두 가지로 정의된다.